# Artëm Sokol
Artëm Denisovič Sokol (in russo Артём Денисович Сокол?; Mosca, 11 giugno 1997) è un calciatore russo, difensore del Rodina Mosca.

## Caratteristiche tecniche
È un difensore centrale.

## Carriera
Cresciuto nel settore giovanile dello Spartak Mosca, dal 2016 al 2018 ha militato in seconda squadra collezionando 39 presenze in PFN Ligi. È stato ceduto all'Arsenal Tula nel luglio 2018.
L'11 febbraio 2019, Sokol è passato ai norvegesi del Tromsø con la formula del prestito, valido fino al successivo 10 luglio. Il 31 marzo ha pertanto esordito in Eliteserien, schierato titolare nella vittoria per 1-2 arrivata sul campo del Ranheim. Il 14 giugno 2019, Tromsø e Arsenal Tula hanno trovato un accordo per prolungare il prestito di Sokol fino al termine della stagione norvegese.
Tornato all'Arsenal Tula, ha debuttato in Prem'er-Liga l'11 luglio 2020 disputando l'incontro vinto 2-1 contro il Tambov.

## Statistiche

### Presenze e reti nei club
Statistiche aggiornate al 27 agosto 2020.
| Stagione               | Squadra                | Campionato             | Campionato | Campionato | Coppe nazionali | Coppe nazionali | Coppe nazionali | Coppe continentali | Coppe continentali | Coppe continentali | Altre coppe | Altre coppe | Altre coppe | Totale | Totale | Totale |
| Stagione               | Squadra                | Comp                   | Pres       | Reti       | Comp            | Pres            | Reti            | Comp               | Pres               | Reti               | Comp        | Pres        | Reti        | Pres   | Reti   |        |
| ---------------------- | ---------------------- | ---------------------- | ---------- | ---------- | --------------- | --------------- | --------------- | ------------------ | ------------------ | ------------------ | ----------- | ----------- | ----------- | ------ | ------ | ------ |
| 2015-2016              | Spartak-2 Mosca        | 1D                     | 0          | 0          | -               | -               | -               | -                  | -                  | -                  | -           | -           | -           | 0      | 0      |        |
| 2016-2017              | Spartak-2 Mosca        | 1D                     | 9          | 0          | -               | -               | -               | -                  | -                  | -                  | -           | -           | -           | 9      | 0      |        |
| 2017-2018              | Spartak-2 Mosca        | 1D                     | 30         | 1          | -               | -               | -               | -                  | -                  | -                  | -           | -           | -           | 30     | 1      |        |
| Totale Spartak-2 Mosca | Totale Spartak-2 Mosca | Totale Spartak-2 Mosca | 39         | 1          |                 | -               | -               |                    | -                  | -                  |             | -           | -           | 39     | 1      |        |
| 2018-feb. 2019         | Arsenal Tula           | PL                     | 0          | 0          | CR              | 0               | 0               | -                  | -                  | -                  | -           | -           | -           | 0      | 0      |        |
| 2019                   | Tromsø                 | ES                     | 9          | 0          | CN              | 1               | 0               | -                  | -                  | -                  | -           | -           | -           | 10     | 0      |        |
| gen.-lug. 2020         | Arsenal Tula           | PL                     | 3          | 0          | CR              | -               | -               | -                  | -                  | -                  | -           | -           | -           | 3      | 0      |        |
| 2020-2021              | Arsenal Tula           | PL                     | 4          | 0          | CR              | 0               | 0               | -                  | -                  | -                  | -           | -           | -           | 4      | 0      |        |
| Totale Arsenal Tula    | Totale Arsenal Tula    | Totale Arsenal Tula    | 7          | 0          |                 | 0               | 0               |                    | -                  | -                  |             | -           | -           | 7      | 0      |        |
| Totale carriera        | Totale carriera        | Totale carriera        | 55         | 1          |                 | 1               | 0               |                    | -                  | -                  |             | -           | -           | 56     | 1      |        |